# BREEAM

Logo di BREEAM

BREEAM, acronimo per Building Research Establishment Environmental Assessment Method (in italiano: Metodo di valutazione ambientale dell'istituto di ricerca edilizio) è un metodo di valutazione ambientale degli edifici pubblicato per la prima volta nel 1990 ed è il più duraturo metodo al mondo di valutazione e certificazione dello sviluppo sostenibile di edifici.
Più di 550.000 edifici hanno una certificazione BREEAM, ed oltre 2 milioni sono registrati per la certificazione in più di 50 paesi.
BREEAM è anche uno strumento che si focalizza sullo sviluppo di quartiere.

## Standard BREEAM
- BREEAM New Construction
- BREEAM International New Construction
- BREEAM In-Use
- BREEAM Refurbishment
- BREEAM Communities